# Industrie du sport
L'industrie du sport est un secteur économique et industriel dans laquelle des personnes, des activités, des entreprises et des organisations sont impliquées dans la production, la facilitation, la promotion ou l'organisation d'activités commerciales axée sur le sport . C'est le marché sur lequel les entreprises et les produits proposés aux acheteurs sont liés au sport ; que ce soit des biens, des services, des personnels, des lieux ou des idées.